# Amazon Kindle

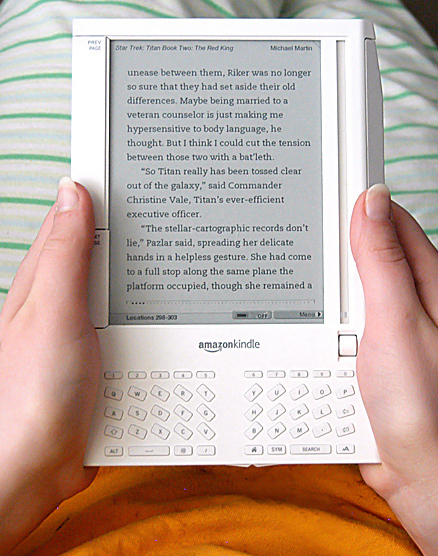
Kindle (первая модель)

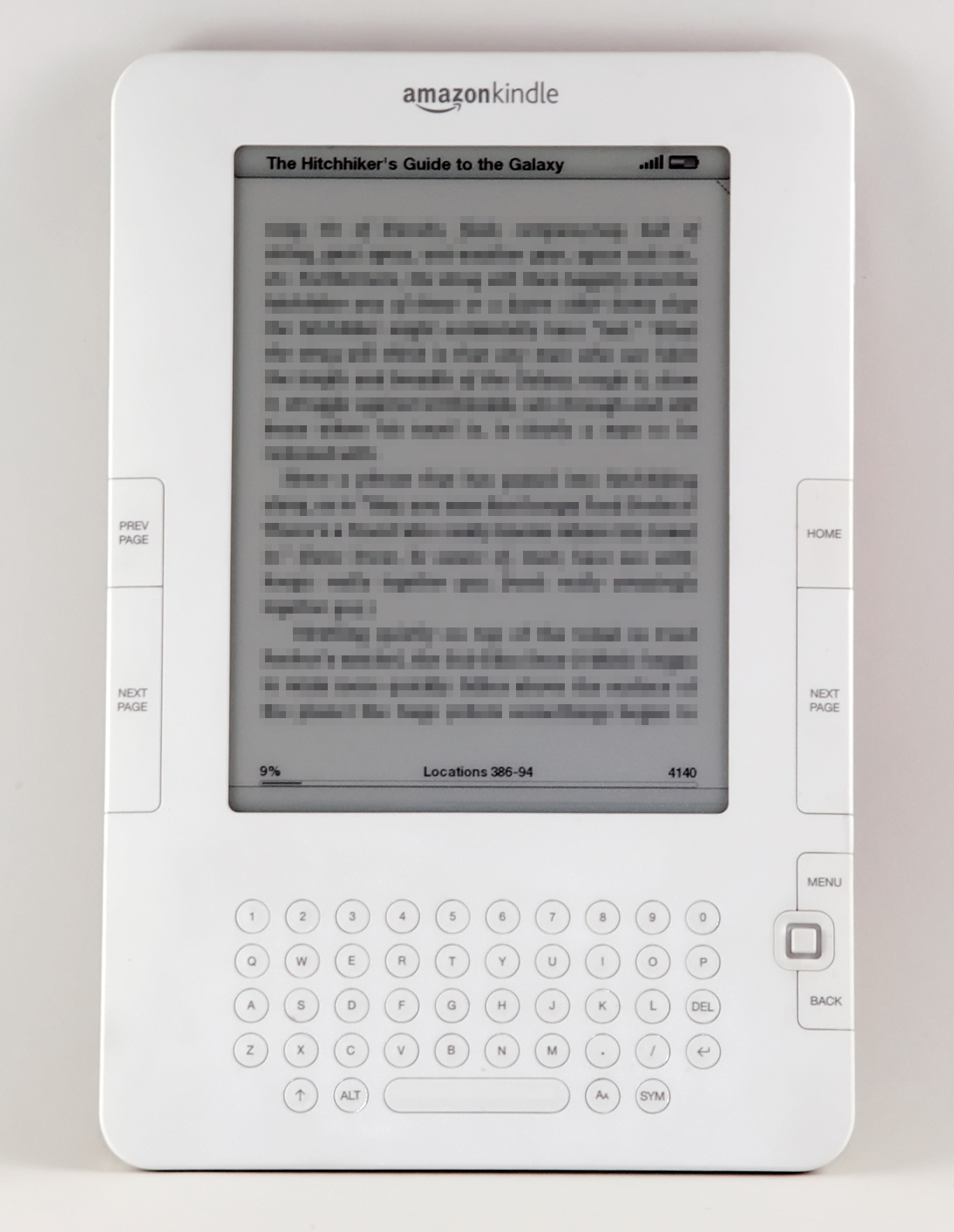
Kindle 2

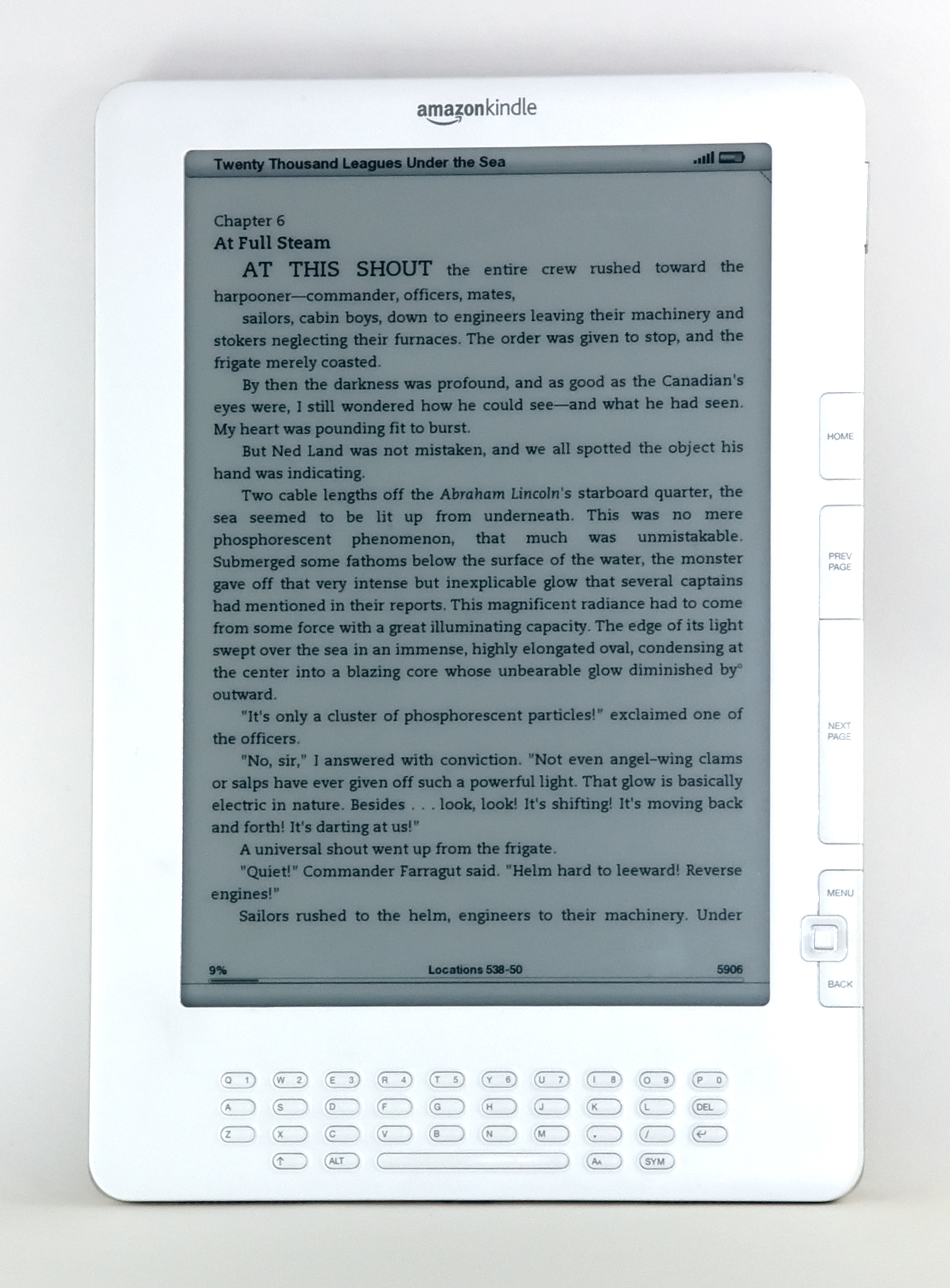
Kindle DX

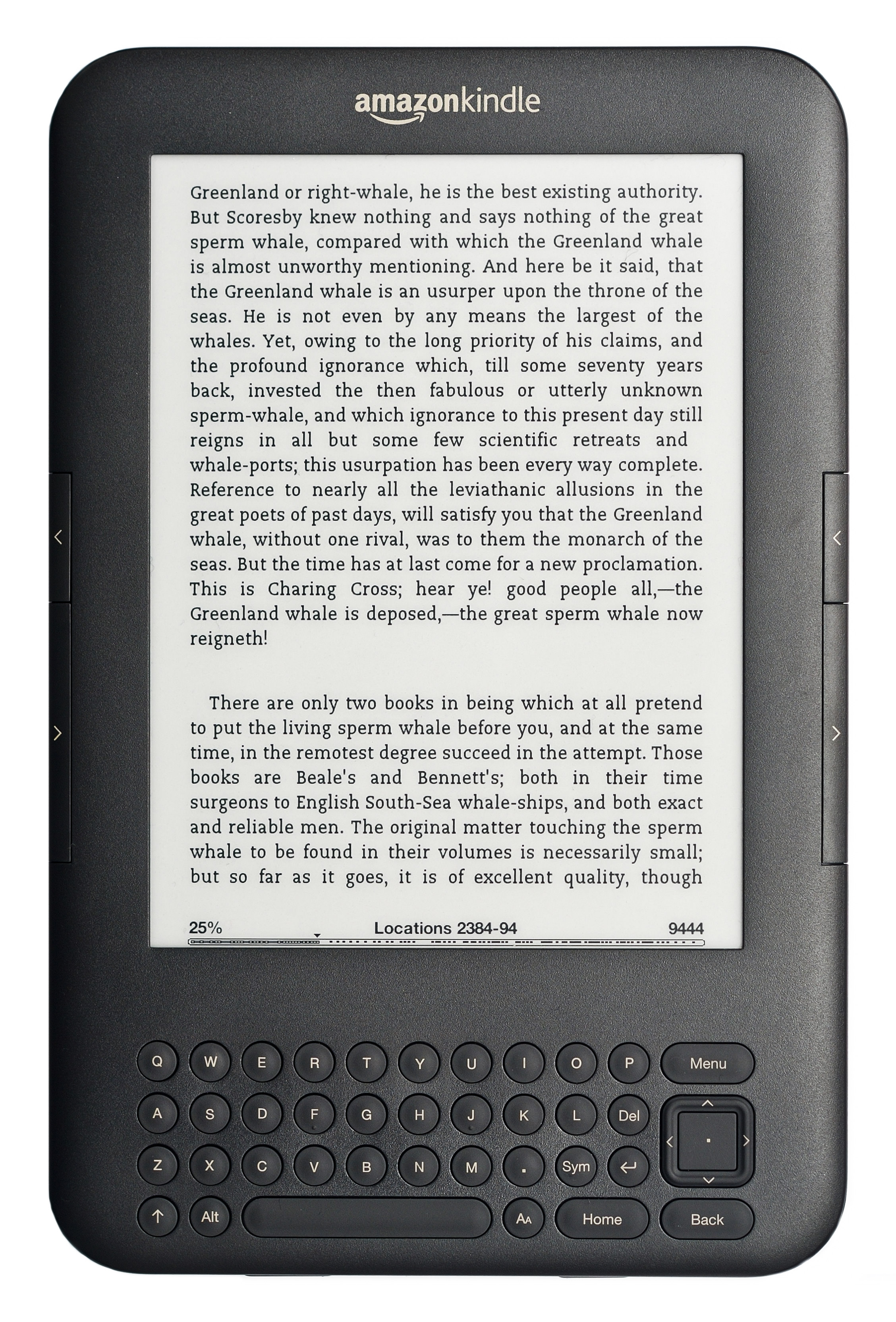
Kindle 3

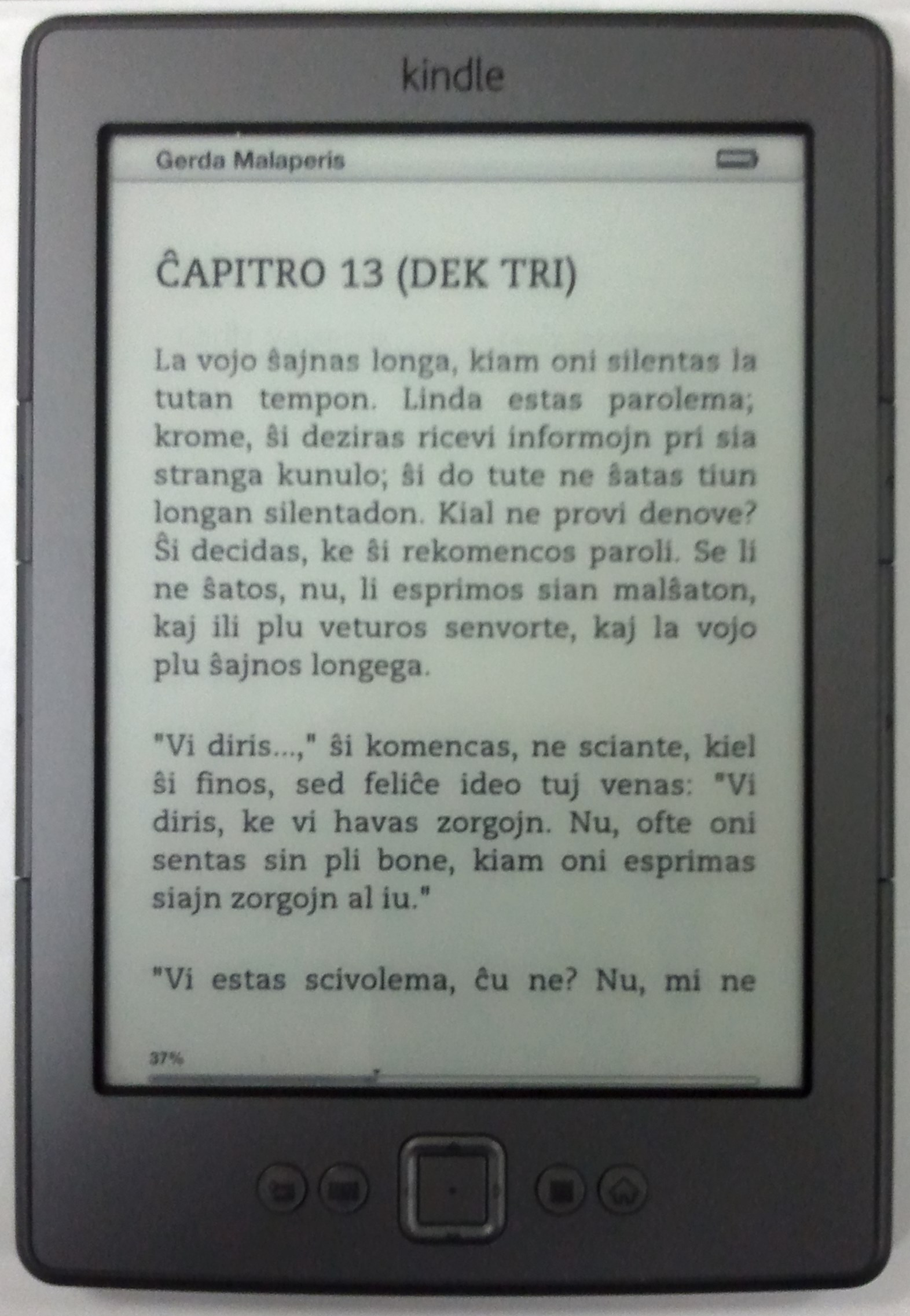
Kindle 4

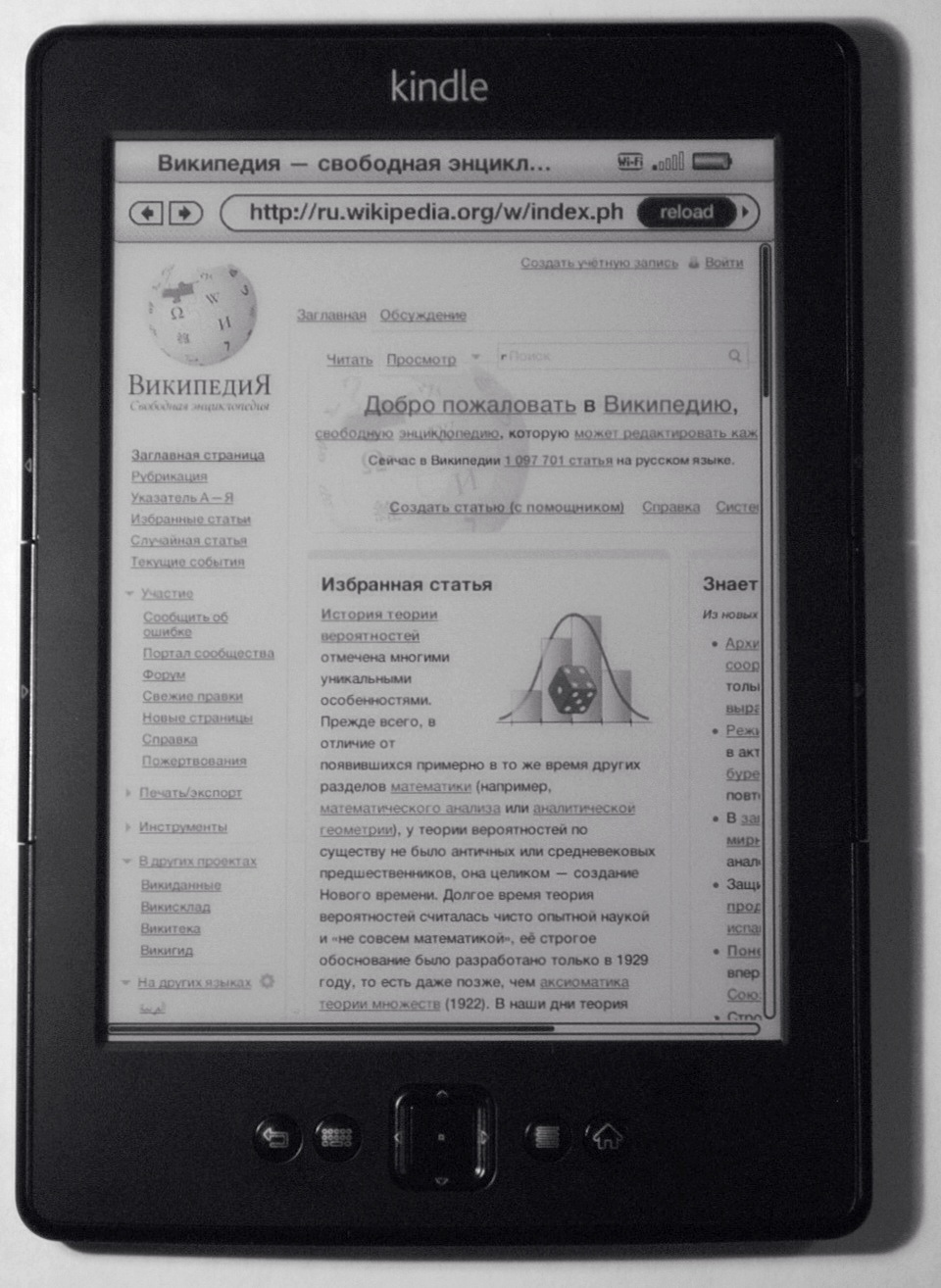
Kindle 5

Amazon Kindle («Амазон Киндл»)— серия устройств для чтения электронных книг, разработанных и продаваемых компанией Amazon. Устройства Amazon Kindle позволяют пользователям просматривать, покупать, загружать и читать электронные книги, газеты, журналы, аудиокниги Audible и другой цифровой контент через беспроводную сеть в магазине Kindle Store. Аппаратная платформа, которую разработала дочерняя компания Amazon Lab126, начала выпускаться в виде устройства в 2007 году.
Устройства Kindle имеют дисплеи на основе технологии электронных чернил (E-Ink) — последнее поколение Kindle и Kindle Paperwhite используют черно-белые дисплеи E-Ink Carta 1300 с плотностью пикселей 300 PPI, в то время как Kindle Colorsoft, являющийся первым цветным э-ридером от Amazon, использует цветной E-Ink Kaleido 3.
Устройства Kindle долгое время были доступны только в США, с 19 октября 2009 года компания Amazon стал поставлять устройство Kindle 2 для международных покупателей.

## История
Изначально устройство Kindle разрабатывалось под кодовым именем Fiona. В 2004 году Джефф Безос приказал своим работникам разработать лучший э-ридер, у которого не найдется конкурентов. Три года спустя, в 2007, первая модель под названием Kindle вышла в свет.
Название Kindle было придумано Майклом Кронаном, американским графическим дизайнером, и его агентством по запросу команды Lab126. В английском языке слово kindle обозначает «зажечь» и имеет древнескандинавские корни. Так Кронан и его команда интерпретировали в названии слова французского писателя Вольтера:
Знания, которые мы черпаем из книг, подобны огню: мы заимствуем их у соседей, зажигаем у себя дома, передаем другим, и они становятся общим достоянием
В апреле 2025 компания Amazon представила новую функцию Recaps для пользователей Kindle, которая поможет перед чтением следующей главы книги быстро вспомнить содержание предыдущей главы. Краткие обзоры создаются с помощью искусственного интеллекта (ИИ).

## Устройства

### Kindle первого поколения
| Название | Описание |
| -------- | --- |
| Kindle   | Впервые устройство Kindle появилось в интернет-магазине Amazon в ноябре 2007 года по цене 399 долларов. Приготовленные к продаже устройства были распроданы всего за 5,5 часов, после чего продажи возобновились лишь в апреле 2008 года. Постепенно цена была снижена, сначала до 359 долларов, затем до 299. Устройство имело 6-дюймовый чёрно-белый дисплей с четырьмя градациями яркости. 250 мегабайт встроенной памяти вмещают около 200 иллюстрированных книг. Для расширения памяти имеется разъём SD-карт. Данная модель больше не продаётся, её заменила Kindle 2. |

### Kindle второго поколения
| Название                       | Описание |
| ------------------------------ | --- |
| Kindle 2                       | 9 февраля 2009 года Amazon представила модель Kindle 2, продажи которой начались 23 февраля 2009 года по цене в 359 долларов. В новой модели дисплей имеет уже 16 градаций яркости, увеличено время работы от батареи, на 20 % ускорено обновление страницы, добавлена опция чтения текста (text-to-speech); толщина устройства уменьшилась в два раза — до 9 мм. Внутренняя память увеличена до 2 ГБ (пользователю доступно 1,4 ГБ, вмещает порядка 1500 иллюстрированных книг). Слот для SD-карт был убран. Прошивка устройства была основана на ядре Linux (серии 2.6) для ARM. |
| Kindle DX                      | 6 мая 2009 года Amazon представила Kindle DX по цене в 489 долларов, продажи начались 10 июля 2009 года. Это первая модель с акселерометром, автоматически поворачивающая страницу при повороте устройства. Толщина устройства уменьшилась до 8,5 мм. Объём встроенной памяти вырос до 4 ГБ (пользователю доступно 3,3 ГБ), что вмещает около 3500 иллюстрированных книг. Экран с диагональю 9,7 дюйма имеет разрешение 1200 x 824 пикселей. Время работы от батареи увеличилось до 4 дней при использовании 3G, и до двух недель при работе офлайн. Появилась ограниченная поддержка формата PDF (для возможности изменения размера шрифта требуется конвертация в один из форматов, позволяющих это). Добавлена поддержка технологии связи 1xRTT для случаев, когда сеть EVDO недоступна. Устройство позиционировалось как более подходящее для чтения газет и учебников |
| Kindle DX международная версия | Начиная с 19 января 2010 года, международная версия Kindle DX продается в 100 странах. Эта версия имеет E-Ink дисплей 9.7 дюйма вместо 6 дюймового дисплея у обычного. |
| Kindle DX Graphite             | В июне 2010 года на официальном сайте Amazon была представлена обновлённая версия Kindle DX под названием «Graphite» по сниженной цене в 379 долларов. Kindle DX Graphite обладает E-Ink экраном нового поколения (под названием Pearl), отношение контраста которого на 50 % лучше. Продаётся только c графитовым цветом корпуса. Как и у предыдущего Kindle DX, у него отсутствует Wi-Fi. |

### Kindle третьего поколения
| Название                         | Описание |
| -------------------------------- | --- |
| Kindle Keyboard (ранее Kindle 3) | О новом поколении Kindle Amazon объявила 28 июля 2010 года. Для покупки устройство доступно в 3 вариантах: - модель со встроенным Wi-Fi модулем, только с графитовым цветом корпуса; - модель со встроенным Wi-Fi модулем, только графитовый цвет корпуса, сниженная цена обоснована показом рекламы в скринсейверах; - модель с 3G и Wi-Fi, белый и графитовый цвета корпуса. Для модели с 3G предоставляется бесплатный доступ в интернет через сети сотовой связи по всему миру. В отличие от Kindle Keyboard 3G, новый Kindle Touch 3G предоставляет лишь ограниченный доступ в интернет через сеть 3G, а именно — доступ только к Kindle Store и Wikipedia. По словам производителей, в устройстве используется E-Ink экран нового поколения (Pearl), имеющий на 50 % больший контраст и более высокую скорость обновления. Также, в сравнении с Kindle 2, Kindle Keyboard на 15 % легче и на 21 % меньше. Внутренняя память увеличена до 4 ГБ (около 3 ГБ доступно пользователю). Модель третьего поколения по умолчанию поддерживает дополнительные шрифты и международные Unicode символы. В устройстве есть экспериментальный браузер на платформе Webkit и плеер, работающий в фоновом режиме. Также в нижней части Kindle Keyboard установлен микрофон, который в настоящее время отключен, и его предназначение пока не известно. По заявлению производителя, устройство с отключенным 3G и Wi-Fi подключениями может работать около месяца без подзарядки. Устройство поддерживает форматы TXT, PDF (а также AZW, MOBI и PRC) и отображает картинки JPEG, BMP. Для чтения не поддерживаемых форматов необходимо пользоваться программами сторонних разработчиков (для конвертации в поддерживаемый формат MOBI). В данный момент книги Amazon Kindle можно купить и в некоторых странах СНГ. Поставляется специальная международная версия книги с USB-кабелем, который может использоваться как для зарядки, так и для передачи данных с компьютера. Для США дополнительно в комплект входит USB-переходник для зарядки от сети. Для Великобритании переходник в комплект не входит. |

### Kindle четвёртого поколения
| Название     | Описание |
| ------------ | --- |
| Kindle 4     | 28 сентября 2011 года Amazon объявила о выпуске четвёртого поколения Kindle, представив 2 типа модели — с рекламой и без неё (по цене 79 и 109 долларов соответственно). От предыдущей модели Kindle унаследовал 6-дюймовый E-Ink дисплей, однако четвёртое поколение Kindle легче и имеет меньшие габариты. Он оснащен пятью аппаратными клавишами для управления курсором и экранной клавиатурой, флэш-памятью емкостью в 2 ГБ, и аккумулятором примерно на месяц автономной работы. |
| Kindle Touch | Модель Kindle Touch также была анонсирована 28 сентября 2011 года. В отличие от Kindle 4, эта модель использует сенсорный экран. Обе модели, с 3G и без него, выпускаются в вариантах без рекламы и с рекламой (последняя — по сниженной цене). Kindle Touch имеет флэш-память емкостью в 4 ГБ и аккумулятор, которого хватит примерно на один месяц автономной работы. Продажа Kindle Touch началась 15 ноября 2011 года.                                                             |

### Kindle пятого поколения
Пятое поколение электронных книг Kindle (Kindle 5 и Kindle Paperwhite) было представлено на мероприятии компании Amazon 6 сентября 2012 года. Тогда же было объявлено, что в продаже появятся модели с меньшим ценником. Но на таких моделях будет показываться реклама (книги, журналы из магазина Amazon) в режиме ожидания.
| Название          | Описание |
| ----------------- | --- |
| Kindle 5          | Новая модель Kindle имеет улучшенную контрастность и ручную настройку шрифтов. Время работы от одной подзарядки составляет до 4 недель. Заявлено, что страницы отображаются на 15 % быстрее. Kindle 5 имеет 167 ppi (плотность пикселей) и является самым лёгким Kindle — 170 г. Обе модификации имеют встроенный модуль Wi-Fi. Беспроводной модуль в первую очередь предназначен для доступа к магазину книг компании Amazon, однако в устройстве также предусмотрен веб-браузер для выхода в Интернет. В продаже с 14 сентября 2012 года. |
| Kindle Paperwhite | Отличительной особенностью модели Paperwhite является подсветка дисплея, однако уровень яркости необходимо регулировать вручную. Диагональ дисплея такая же, как и у стандартной версии Kindle 5, и составляет 6 дюймов, на каждый дюйм дисплея приходится 212 пикселей. Вес устройства составляет немногим более 200 граммов. Заявлено время работы от батареи до 8 недель при чтении по 30 минут в день. У Kindle Paperwhite имеется 2 ГБ встроенной памяти, из них пользователю доступно 1,25 ГБ (аналогично с Kindle 5). Устройство продается в двух вариантах — только с Wi-Fi или с Wi-Fi и сотовым модулем (3G). В продажу Kindle Paperwhite поступил 1 октября 2012 года. |

### Kindle шестого поколения
В начале сентября 2013 года было анонсировано второе поколение Kindle Paperwhite, продажа которого началась 30 сентября 2013 года.
30 июня 2015 года вышел Kindle Paperwhite 2015. Дисплей выполнен по технологии Carta HD с разрешением 1440×1080 и количеством точек на дюйм 300 ppi.
| Название       | Описание |
| -------------- | --- |
| Kindle Fire    | Amazon объявила о создании планшета с сенсорным экраном на основе Android 28 сентября 2011 года. Он оснащён 7-дюймовым IPS-дисплеем. Это первая модель Kindle без E-Ink дисплея. В отличие от ранее выпущенных моделей, в ней не предусмотрен 3G-модуль. Kindle Fire также имеет неактивный датчик света, при этом в нём отсутствуют микрофон, камера и SD-кардридер. У него 8 Гб флэш-памяти, 512 Мб оперативной памяти и аккумулятор, поддерживающий до восьми часов работы с планшетом. |
| Kindle Fire HD | Основная статья: Kindle Fire HD |

## ПО Kindle для других платформ
| Название            | Описание |
| ------------------- | --- |
| Kindle for iPhone   | Программа для чтения книг Kindle на iPhone, доступная в Apple iTunes Store. Появилась в начале 2009 года. |
| Kindle for iPad     | Специальная версия программы для чтения книг Kindle для iPad, выпущенная в апреле 2010 года после выхода версии для iPhone. Программа отличается большим количеством настроек, нежели версия для iPhone, и наличием заставки, меняющейся в зависимости от времени дня. Ни версия для iPhone, ни версия для iPad не позволяют приобретать книги из Amazon Kindle Store из интерфейса программы из-за ограничений Apple. Для покупки книги программа переносит вас во встроенный браузер Safari для покупки книг. Книги автоматически синхронизируются с вашим устройством моментально после покупки. |
| Kindle for Android  | Версия Kindle для Android, в отличие от версии для iPhone/iPad, позволяет приобретать книги из Amazon Kindle Store. Для этого необходимо только настроить учётную запись Amazon. |
| Kindle for PC & Mac | Программа для чтения книг Kindle на компьютерах под управлением операционных систем Windows или macOS. Версия для Windows вышла в 2009 году, а для Mac в 2010 году. |

## Критика
- Amazon имеет возможность по своему усмотрению удалять книги, приобретённые непосредственно у Amazon. Так, например, были удалены романы Джорджа Оруэлла «Скотный двор» и «1984», на распространение которых у компании не было прав (деньги вернули покупателям)[21].

## В культуре
- Вокруг гаджета Kindle (судя по всему, Kindle 2) построен сюжет рассказа Стивена Кинга «Ур» («Ur»).